# Пёстльбергер, Лукас
Лукас Пёстльбергер (нем. Lukas Pöstlberger, род. 10 января 1992, Фёклабрук, Верхняя Австрия) — австрийский профессиональный шоссейный велогонщик, выступающий c 2017 года за команду «Bora-Hansgrohe».

## Достижения
2011
- 1-й — Этап 1 Sibiu Cycling Tour
- 5-й Чемпионат Австрии — Индивидуальная гонка

2012
- Чемпионат Австрии по шоссейному велоспорту
  -  Чемпион Австрии — Групповая гонка
  - 4-й — Индивидуальная гонка
- 1-й — Этап 3 Тур де л'Авенир

2013
- 1-й GP Kranj
- 5-й Tour of Al Zubarah — ГК
- 5-й Чемпионат Австрии — Групповая гонка
- 6-й Sibiu Cycling Tour — ГК
  - 1-й  — МК
- 9-й Чемпионат Европы — Групповая гонка
- 9-й Gran Premio San Giuseppe

2014
- 1-й на Туре Богемии

2015
- 1-й  An Post Rás — ГК
- 1-й — Этап 7 Тур Австрии
- 1-й  Тур Верхней Австрии Индивидуальная гонка ГрК
- 2-й Belgrade–Banja Luka
- 3-й Trofeo Edil C
- 4-й Чемпионат Австрии — Индивидуальная гонка
- 10-й на Istrian Spring Trophy — ГК
  - 1-й — Пролог

2016
- 1-й — Этап 4 Тур Верхней Австрии
- 10-й на Дрёйвенкурс Оверейсе

2017
- Джиро д’Италия
  - 1-й — Этап 1
  -   — лидер в ГК и ОК после этапа 1
  -  — лидер в МК после этапов 1 и 2
- 2-й Чемпионат Австрии — Групповая гонка
- 3-й Чемпионат Австрии — Индивидуальная гонка
- 5-й E3 Харелбеке

2018
- Чемпион Австрии — Групповая гонка
- 4-й Чемпионат Австрии — Индивидуальная гонка

2019
- 4-й Дварс дор Фландерен

| ГК  | Генеральная классификация |
| ОК  | Очковая классификация     |
| МК  | Молодёжная классификация  |
| ГрК | Горная классификация      |

## Статистика выступлений наГранд Турах
| Гранд Тур | 2017 | 2018 |
| --------- | ---- | ---- |
| Джиро     | 114  | -    |
| Тур       | -    | 132  |
| Вуэльта   | -    | НФ   |

| —  | Не участвовал  |
| НФ | Не финишировал |